# Beckers
Beckers – szwedzka firma założona w 1865 roku, będąca jednym z największych producentów środków chemicznych. W Polsce w roku 2002 firma Beckers wraz z Polifarbem i Tikkurilą weszła w skład spółki TBD SA (od 2007 „Tikkurila Polska SA”).
18 grudnia 2020 roku ogłoszono przejęcie nordyckiego koncernu Tikkurila, właściciela marki Beckers, przez PPG Industries.
Przedsiębiorstwo produkuje różnego rodzaju farby, np. emulsyjne, olejne i akrylowe, a także środki do impregnacji drewna i lakiery.